# Pursuit
Pursuit és una pel·lícula d'acció nord-americana del 2022 dirigida per Brian Skiba i protagonitzada per Emile Hirsch i John Cusack. Ha estat subtitulada al català.

## Sinopsi
Un detectiu es creua amb un pirata informàtic despietat que intenta salvar la seva dona, segrestada per un càrtel de drogues. Quan l’informàtic escapa de la custòdia policial, el detectiu uneix forces amb una policia. Però sospiten que hi ha una relació entre l’informàtic i el cap criminal.

## Repartiment
- Emile Hirsch com a Rick Calloway
- John Cusack com a John Calloway
- Jake Manley com el detectiu Mike Breslin
- William Katt com a Taye Biggs

## Producció
El rodatge va tenir lloc a Little Rock, Arkansas, el juliol de 2021. Va acabar el novembre de 2021.